# Lucicutia maxima
Lucicutia maxima är en kräftdjursart som beskrevs av Adolphe Adolf Steuer 1904. Lucicutia maxima ingår i släktet Lucicutia och familjen Lucicutiidae. Inga underarter finns listade i Catalogue of Life.